# David Franco Cristaldi
Il David Franco Cristaldi è un Premio Speciale, intitolato al produttore Franco Cristaldi, assegnato  nell'ambito dei David di Donatello in due sole edizioni, nel 1992 e 1993.

## Albo d'oro
- 1993 - Carlo Ludovico Bragaglia
- 1994 - Alberto Lattuada